# Pola (řeka)
Pola (rusky Пола) je řeka v Novgorodské oblasti v Rusku. Je dlouhá 267 km. Povodí řeky je 7420 km².

## Průběh toku
Pramení na severozápadních svazích Valdajské vysočiny. Ústí do jezera Ilmeň, přičemž vytváří rozsáhlou deltu zároveň s řekou Lovatí.

## Vodní režim
Zdrojem vody jsou převážně sněhové srážky. Průměrný roční průtok vody činí 63 m³/s. Zamrzá v listopadu až v prosinci a rozmrzá v březnu až v dubnu. Nejvyšších vodních stavů dosahuje na jaře a naopak nejnižších v létě a na podzim.

## Využití
Po řece se plaví dřevo.